# Kościół św. Castulusa w Pradze
Kościół św. Castulusa w Pradze (czeski: Kostel svatého Haštala) – kościół rzymskokatolicki położony na praskim Starym Mieście. Jest jednym z najstarszych kościołów parafialnych w Pradze i jedynym w Czechach poświęconym świętemu Castulusowi.

## Historia
Na miejscu obecnego kościoła istniała od XII wieku romańska trójnawowa bazylika. Jego początki odkryto podczas badań archeologicznych prowadzonych w latach 90. XX wieku. Pierwsza pisemna wzmianka o nim pochodzi z 21 marca 1234 ze statutu króla Wacława I. Wraz z nowo założonym klasztorem franciszkanów (obecnie klasztor św. Agnieszki) należał do najważniejszych kościołów romańskich Pragi.
Budowa nowego gotyckiego kościoła nastąpiła w okresie rozkwitu kultury średniowiecznej w Czechach w XIV w.